# Tetraodon kretamensis
Tetraodon kretamensis är en fiskart som beskrevs av Robert F. Inger 1953. Tetraodon kretamensis ingår i släktet Tetraodon och familjen blåsfiskar. Inga underarter finns listade i Catalogue of Life.